# Fissidentalium erosum
Fissidentalium erosum is een Scaphopodasoort uit de familie van de Dentaliidae. De wetenschappelijke naam van de soort is voor het eerst geldig gepubliceerd in 1996 door Shimek & Moreno.